# Шепотинник, Георгий Маркович
Георгий Маркович Шепотинник (21 марта 1920, Херсонская губерния – 12 июля 2004, Москва) – советский режиссёр дубляжа. Заслуженный работник культуры РСФСР (1974).

## Биография
Родился 21 марта 1920 года в Херсонской губернии. В 1938 году поступил на режиссёрский факультет Всесоюзного государственного института кинематографии (мастерская Сергея Эйзенштейна), который окончил в 1943 году. 
В августе 1941 года призван в РККА и направлен в распоряжение командира запасного стрелкового полка города Белёва Тульской области. Вскоре после этого отозван обратно в институт, который в октябре 1941 года был эвакуирован в Алма-Ату.
С 1941 по 1943 год параллельно с учёбой работал ассистентом режиссёра Центральной объединённой киностудии художественных фильмов (ЦОКС) на фильмах Ивана Пырьева и Марка Донского.
По окончании института направлен на киностудию «Союздетфильм» (с 1948 года – киностудия имени М. Горького). В период малокартинья занялся дубляжом фильмов, став одним из самых крупных его мастеров. Как режиссёр осуществил дублирование около 300 фильмов – зарубежных стран и союзных республик. Среди них «Горький рис», «Рокко и его братья», «Пассажирка». Занимался также восстановлением отечественной киноклассики, сохранив звуковое многообразие (реплики, музыка, шумы) таких лент, как «Бесприданница», «Золушка», «Учитель» и «Девушка с характером». 
Долгие годы возглавлял профсоюзную организацию киностудии имени М. Горького.
Умер 12 июля 2004 года в Москве.